# Tatiana Chernova
Tatiana Serguiéievna Chernova (en ruso: Татьяна Сергеевна Чернова, nacida el 29 de enero de 1988 en Krasnodar) es una heptatleta rusa. Ella fue la medallista de bronce en los Juegos Olímpicos de 2008 y ganó la medalla de oro en el Campeonato del Mundo de Atletismo de 2011, donde estableció su mejor marca personal de 6880 puntos.
Chernova También fue tercera en el pentatlón en el 2010 del Campeonato del Mundo Indoor. De 1,89 m de altura (6 pies 2 pulgadas), ella es una fuerte competidora versátil heptatleta, con puntos fuertes en el lanzamiento de jabalina, salto de longitud y en el evento de 800 metros.
Ella mostró su promesa en pruebas combinadas a una edad temprana y ganó medallas de oro en los Campeonatos Mundiales Juveniles de Atletismo de 2005 y el Campeonato Mundial Junior de Atletismo 2006.